# Amósis Penecbete
Amósis Penecbete (Ahmoses Pen-Nekhbet) foi um antigo oficial egípcio. Iniciou a sua carreira sob Amósis I e serviu todos os faraós até Tutemés III. As suas inscrições autobiográficas são importantes para o conhecimento da história do Novo Reino, apesar dos menores detalhes que os de seu contemporâneo Amósis, filho de Abana. Em seu túmulo é mencionado seu irmão Haemuassete e sua esposa Ipu.
Sob Amósis lutou em Canaã Norte; seguiu Amenófis I para a Núbia, acompanhou Tutemés I para Mitani, e fez campanha com Tutemés II em Sinai.
A sua autobiografia termina mencionando que fora o tutor de Neferura, filha de Hatexepsute.